# Ітиль (річка)
Іти́ль — стародавня назва річки Волги, з деякими притоками (Біла).
Використвується також деякими сучасними народами (татари, башкири — Ідель).
Слово тюркського (за іншою версією — фінно-угорського) походження, означає «річка». Старіша точка зору пов'язує походження з назвою гуннського вождя Аттіли, але в наш час[коли?] вона має мало прихильників.